# Marsel Çaka
Marsel Çaka, född den 31 mars 1995 i Tirana i Albanien, är en albansk fotbollsspelare som spelar för KF Tirana i Albanien.
Çaka är en produkt av KF Tiranas ungdomsakademi. Han började där 2007 som barn. 2013 flyttades han upp till seniorlaget där han spelade fem ligamatcher. Som 18-åriging blev han 2013–2014 klubbens förste målvakt.